# Dimitrovgrad (Szerbia)
Dimitrovgrad (cirill betűkkel Димитровград, bolgárul Цариброд [Cáribrod]) kisváros Szerbiában, a Piroti körzetben. Az azonos nevű község (járás) székhelye.

## A község (járás) települései
- Baljev Dol,
- Banjski Dol,
- Barje,
- Bačevo (Dimitrovgrad),
- Beleš (Dimitrovgrad),
- Bilo (Dimitrovgrad),
- Braćevci,
- Brebevnica,
- Verzar,
- Visočki Odorovci,
- Vlkovija,
- Vrapča,
- Gojin Dol,
- Gornja Nevlja,
- Gornji Krivodol,
- Gradinje (Dimitrovgrad),
- Grapa,
- Gulenovci,
- Donja Nevlja,
- Donji Krivodol
- Dragovita,
- Željuša,
- Izatovci,
- Iskrovci,
- Kamenica (Dimitrovgrad),
- Kusa Vrana,
- Lukavica (Dimitrovgrad),
- Mazgoš,
- Mojinci,
- Paskašija,
- Petačinci,
- Petrlaš,
- Planinica,
- Poganovo,
- Prača,
- Radejna,
- Senokos (Dimitrovgrad),
- Skrvenica,
- Slivnica,
- Smilovci,
- Trnski Odorovci

## Népesség
- 1948-ban 2 944 lakosa volt.
- 1953-ban 2 891 lakosa volt.
- 1961-ben 3 665 lakosa volt.
- 1971-ben 5 488 lakosa volt.
- 1981-ben 7 055 lakosa volt.
- 1991-ben 7 276 lakosa volt
- 2002-ben 6 968 lakosa volt, melyből 3 281 bolgár (47,08%), 1 735 szerb (24,89%), 425 jugoszláv, 55 cigány, 33 macedón, 14 montenegrói, 5 horvát, 3 szlovén, 2 gorai, 2 muzulmán, 1 orosz, 84 egyéb, 748 nem nyilatkozott, 8 régióbeli hovatartozású személy és 572 ismeretlen.

Megjegyzendő, hogy ebben a városban feltűnően magas a nem nyilatkozott és az ismeretlen személyek száma.